# Sheri Sam
Sheri Lynette Sam (Lafayette, 5 maggio 1974) è un'ex cestista e allenatrice di pallacanestro statunitense, professionista nella ABL e nella WNBA.

## Carriera
È stata selezionata dalle Orlando Miracle al secondo giro del Draft WNBA 1999 (20ª scelta assoluta).
Con gli Stati Uniti ha disputato i Campionati americani del 1997.

## Palmarès
- 2 volte campionessa WNBA (2004, 2008)